# فاوستو فاليجو
فاوستو فاليجو (بالإسبانية: Fausto Vallejo Figueroa)‏ هو محامي وسياسي مكسيكي، ولد في 17 مايو 1949 في موريليا في المكسيك. حزبياً، نشط في الحزب الثوري المؤسساتي. وقد انتخب Governor of Michoacán ‏.